# Václav Kučera
Václav Kučera (29. dubna 1929 Praha – 22. dubna 2017 Praha) byl český muzikolog, hudební skladatel a pedagog.

## Život
Maturoval na reálném gymnáziu v Praze. Na Filozofické fakultě University Karlovy pak studoval hudební vědu a estetiku a soukromě se učil hře na klavír u Františka Maxiána a skladbě u Miroslava Krejčího. Po třech letech v Praze pokračoval na Moskevské státní konzervatoři P. I. Čajkovského ve studiu skladby (profesor Vissarion Jakovlevič Šebalin)[zdroj?] a hudební vědy. Absolventskou skladbou byl balet Zbojnický oheň a diplomovou práci z hudební vědy zpracoval na téma Leoš Janáček a moravská lidová hudební kultura.
V roce 1956 se vrátil do Prahy a pracoval jako redaktor hlavní redakce hudebního vysílání Československého rozhlasu. Od roku 1959 jako vědecký tajemník Kabinetu pro studium soudobé hudby při Svazu československých skladatelů. V roce 1962 byl založen při Československé akademii věd Ústav pro hudební vědu a Kučera se stal jeho vědeckým pracovníkem V roce 1965 získal titul kandidáta věd obhajobou práce Umělecký obraz v hudbě. Ontologická, gnozeologická a estetická problematika na příkladu české symfonické tvorby poválečného období a byl mu přiznán titul PhDr. V letech 1969–1983 byl také vedoucím tajemníkem Svazu českých skladatelů a koncertních umělců. Od roku 1973 vyučoval na katedře skladby Hudební fakulty Akademie múzických umění novodobé kompoziční principy. V roce 1975 se habilitoval jako docent se zaměřením na novodobé skladebné směry a hudební estetiku. Krátce přednášel ve Spojených státech na New York University a na Boston University na téma Principy soudobé hudební tvorby v Československu. Skladba Tabu à Due Boemi byla hrána také v Lucerně 20. května 1978 na 6. Pražských jazzových dnech Jazzové sekce Svazu hudebníků ČSR.
V roce 1988 byl na HAMU jmenován profesorem pro obor hudební skladba. Po čtyři roky působil i ve funkci proděkana. Od roku 1997 učil externě také na katedře muzikologie Filozofické fakulty Univerzity Palackého v Olomouci.
Byl činný organizačně v mnoha našich i mezinárodních uměleckých a vědeckých společnostech, např. byl členem předsednictva Mezinárodní společnosti pro soudobou hudbu ISCM (International Society for Contemporary Music). Často působil v uměleckých porotách hudebních soutěží a vedl mistrovské kurzy skladby doma i v zahraničí (Německo, Rakousko). Jeho muzikologické dílo je zaměřeno na ruskou a sovětskou hudbu. Byl činný i při propagaci soudobé hudby (nejen české) pro širší veřejnost mnoha států světa. Připravil řadu přednášek a přednáškových cyklů pro Československý rozhlas i pro Československou televizi. Vyučoval i v univerzitě třetího věku.
Jeho skladatelská a organizační činnost byla oceněna řadou našich i zahraničních cen.

## Ocenění
- Cena královny Marie-José za skladbu Obraz pro klavír a velký orchestr (Ženeva 1970)
- Prix d'Italia za hudebně dramatickou fresku Lidice (Italský rozhlas 1972)
- 1. cena v Soutěži sborové tvorby ÚRO za cyklus dětských sborů Zpíváme o jaru (Praha 1977)
- Cena Svazu českých skladatelů a koncertních umělců za smyčcový kvartet Vědomí souvislostí (Praha 1983)
- Cena Československého rozhlasu za kvadrofonní reliéf Spartacus (Praha 1977)
- 3. cena v Mezinárodní soutěži sborové tvorby Cori di Trentino za dětský sbor s klavírem Son tre noti che non dormo (1995)
- Cena Municipalidad Gran Canaria za smíšený sbor Esta noche (2002)

## Dílo

### Jevištní díla
- Zbojnický oheň, taneční drama na libreto L. Hynkové (1958)
- Festivalová pohádka, balet na libreto L. Hynkové (1959)
- Kinetický balet – Labyrint, Pastorale, Spirála, elektroakustická. kompozice (1968)
- Srdce a sen, balet, orchestr + tape (1973)
- Život bez chyby, balet na libreto V. Jindrové (1979)

### Orchestrální skladby
- Suita z baletu Festivalová pohádka (1961)
- Symfonie pro velký orchestr (1962)
- Slovenská taneční suita pro malý orchestr (1963)
- Zářivá řeka a Tichá krajina, dvě skladby pro velký smyčcový orchestr (1963)
- Krysař, stereofonní koncertino pro flétnu a 2 komorní orchestr (1964)
- Obraz pro klavír a velký orchestr (1969)
- Salut, symfonická mozaika (1975)
- Operand, hudba pro komorní orchestr (1979)
- Avanti, symfonická věta (1981)
- Balada a romance pro komorní orchestr (1984)
- Vivaldiana, komorní cyklus pro 11 smyčcových nástrojů a (1991)
- Sapporo, symfonická báseň pro orchestr a smíšený sbor (1991)
- Concierto imaginativo Homenaje a Salvador Dalí pro kytaru a smyčcový orchestr (1994)
- Guitariana, suita pro kytarový orchestr (1996)
- Criterion, Hommage a T. S. Eliot, esej pro velký symfonický orchestr (1997)
- Vzývání radosti, hudba pro kytarový orchestr (1997)
- Hovory důvěrné, dvojkoncertino pro basklarinet, klavír a smyčcový orchestr (1998)

### Komorní skladby
- Dramata pro 9 nástrojů (1961)
- Protesty, komorní cyklus pro housle, klavír a tympány (1963)
- Genesis, duo pro flétnu a harfu (1965, p. 20.11.1965 Praha, Panton, nahr. ČR Praha)
- Hic sunt homines, cyklus pro klavírní kvarteto (1965)
- Spektra, koncertní cyklus pro cimbál (1965)
- Diptychon, hudba pro flétnu, basklarinet, klavír a bicí (1966)
- Duodrama pro basklarinet a klavír (1967)
- To Be, odpověď na hamletovskou otázku, cyklus pro kvarteto bicích nástrojů (1968)
- Invariant, hudba pro basklarinet, klavír a stereomagnetofon (1969)
- Scenario, hudba pro flétnu, housle, violu a violoncello. (1970)
- Argot, tři věty pro žesťové kvinteto (1970)
- Diario, koncertní cyklus pro kytaru (1971)
- Tabu a Due Boemi pro basklarinet a klavír s bicími nástroji (1972)
- Manifest jara, komorní cyklus pro 4 hráče (1974)
- Vědomí souvislostí, smyčcový kvartet na paměť Vladislava Vančury (1976)
- Horizonty, hudba pro 5 hráčů (1978)
- Aforismy pro housle a klavír (1978)
- Epigramy pro housle a violoncello (1978)
- Science Fiction, cyklus pro jazzové kvinteto (1980)
- Rosen für Rosa, in memoriam Rosalia Luxemburg, hudba pro cembalo (1980)
- Furiant pro klarinet, trombon, violoncello a klavír (1980)
- Akvarely, cyklus pro flétnu a kytaru (1981)
- Stenogramy, koncertní cyklus pro flétnu, violoncello a klavír (1981)
- Wagnerovské invence pro sólovou flétnu (1982)
- Bod varu, hudba pro 4 žesťové nástroje (1981)
- Capriccia pro housle a kytaru „Hommage a Paganini” (1982)
- Kardiogramy, koncertní cyklus pro klavír (1983)
- Novely pro kytaru (1984)
- Erupce, hudba pro pět violoncell (1984)
- Goghův autoportrét, hudba pro basklarinet a stereofonní magnetofon (1985)
- Pražské ritornely pro basklarinet a klavír (1986)
- Předobrazy (Urgestalten), hommage a Hans Arp, koncertní cyklus pro kytaru (1986)
- Elegie pro sólovou violu (1988)
- Duettina pro hoboj a fagot (1988)
- Breughelovské inspirace, hudba pro flétnu, basklarinet a klavír (1988)
- Meziprostory (Zwischenräume), hudba pro violu, violoncello a kontrabas (1988)
- Consonanza (Souznění), trio pro 2 hoboje a anglický roh (1990)
- Slavnosti fantasie, hommage a Max Ernst, cyklus pro 2 kytary (1991)
- Oraculum, hudba pro basklarinet a harfu (1992)
- Arkády, koncertní kus pro trubku a klavír (1993)
- Ladění, hudba pro klavír (1994)
- Guitariana, suita pro kytarové kvarteto nebo kytarový orchestr (1996)
- Vzývání radosti, hudba pro kytarové kvarteto nebo kytarový orchestr (1997)
- Metathesis, duo pro basklarinet a klavír (1998)
- Mysterious Players, trio pro basklarinet, violoncello a klavír (2000)
- Kryptoblues, koncertní skladba pro klavír (2000)
- Cum Grano Lorca, omaggio a Federico García Lorca, koncertní cyklus pro kytaru (2001)
- Saxonata, sonáta pro sopránsaxofon a klavír (2002)
- Imaginace pro smyčcové kvarteto Hommage a Edvard Munch (2003)
- Elegiaco appassionato pro violu a klavír

### Vokální skladby
- Zpěvy země, cyklus písní pro baryton a klavír na verše S. K. Neumanna (1958)
- Sviť nám, slunce!, čtyři dětské sbory s průvodem dechového kvinteta na slova Jitky Novohradské (1960)
- Poloblues o parapleti vedle cesty a Pološanson z dávného léta, 2 písně s klavírem na slova Miroslava Červenky (1962)
- Modrá planeta, mužský sbor na slova Miroslava Červenky (1963)
- Nebe nad hlavou, 6 dvojhlasých polyfonních dětských sborů na slova Františka Hrubína (1965)
- Orbis pictus, čtyři malířské inspirace pro smíšený sbor a staré hudební nástroje (1975)
- Amoroso, cyklus písní pro mezzosoprán, flétnu a harfu na verše starokorejské lyriky v překladu Oldřicha Vyhlídala (1975)
- Zpíváme o jaru, cyklus dětských sborů na básně Miroslava Floriana (1977)
- Galantní písně pro mezzosoprán, flétnu, klarinet a violu na verše Václava Lucemburského v překladu Gustava Francla (1978)
- Catharsis, koncertní monolog pro soprán a komorní orchestr na verše Sonetů Williama Shakespeara (1979)
- Ecce homo, pět řeckých a latinských sentencí pro bas, housle, violu, violoncello, harfu a bicí nástroje (1980)
- Adieu!, madrigal pro smíšený sbor a cappella na téma Johna Wilbyeho (1980)
- Naslouchání času, koncertní monodrama pro sólový hlas a bicí nástroje na texty Gaia Valeria Catullia, Williama. Shakespeara, J. W. Goetha, G. Apollinaira a Vladimíra Majakovského (1981)
- Pták, melodram pro recitátora, 2 housle, violu, violoncello a marimbu na báseň Viléma Závady (1983)
- Maluje malíř, cyklus dětských sborů na slova Josefa Bruknera (1983)
- Hořké a jiné písně pro soprán a klavír na verše Josefa Kainara (1985)
- Vážná chvíle, cyklus písní pro vyšší hlas a kytaru na básně Rainera Marie Rilkeho (1986)
- Narození, ženský sbor na slova Zbyška Malého (1988)
- Svoboda, mužský sbor na slova Paula Eluarda v překladu Adolfa Kroupy (1991)
- Son tre noti che non dormo, canto trentino pro dětský sbor s klavírem (1994)
- Satiricon De creatione, koncertní monolog pro mužský hlas a klavír na vlastní latinský text (1999)
- Pax imago vitae, smíšený sbor na vlastní latinský text (2000)
- Two Sonnets on Shakespeare pro smíšený sbor na originální anglický text (2000)
- Drei Frauenchöre mit Epitaf auf Gedichte von R. M. Rilke (2002)
- Esta noche (Noc), smíšený sbor na španělský lidový text (2002)
- Preghiera (Modlitba) pro baryton a smyčcové kvarteto (2003)
- O Leben, wunderliche Zeit (Života divuplný čas), čtyři písně pro soprán, flétnu a klavír na básně R. M. Rilka (2004)
- Když, melodram pro recitátora a klavír na slova Shakespearových Sonetů v překladu E. A. Saudka (2004)

### Elektroakustické skladby
- Labyrint, Pastorale, Spirála (1968)
- Kinechromie, elektroakustická skladba pro čtyřkanálovou reprodukci (1969)
- Lidice, rozhlasová hudebně dramatická freska pro recitátora, dva reportéry, hlasatele, soprán, smíšený sbor a instrumentální soubor s použitím veršů Jana Nerudy a Františka Halase (1972)
- Spartacus, kvadrofonní hudební reliéf mužský, ženský a smíšený sbor, trubku, bicí nástroje a elektroakustické zvukové objekty (1976)

### Scénická hudba
- R.U.R., scénická hudba k dramatu Karla Čapka pro symfonický orchestr a elektroakustické zvukové objekty (Divadlo na Vinohradech 1971)
- Andělé, hudba ke hře Borise Vasiljeva A jitra jsou zde tichá pro sólový a sborový zpěv a symfonický orchestr (Divadlo na Vinohradech 1971)
- Legenda o lásce, hudba ke hře Nazima Hikmeta pro sólový a sborový zpěv a symfonický orchestr (Divadlo na Vinohradech 1971)
- Krvavý soud aneb Kutnohorští havíři, hudba k dramatu Josefa Kajetána Tyla ve zpracování Karla Texela, pro sólový a sborový zpěv a malý orchestr (Divadlo Jiřího Wolkera 1972)
- Kráska a zvíře, hudba ke hře Františka Hrubína pro zpěv, malý orchestr a elektroakustické objekty (Divadlo Jiřího Wolkera 1973)
- Juro Jánošík, hudba ke hře Karla Steigerwalda pro zpěv a malý orchestr (Divadlo Jiřího Wolkera 1973)
- Malá zlá kouzelnice, hudba ke hře Václava Čtvrtka pro zpěv a malý orchestr (Divadlo Jiřího Wolkera 1974)
- Zapomeňte na Hérostrata, hudba ke hře Grigorije Gorina pro mužský sbor a bicí nástroje (Komorní divadlo Praha 1975)
- Král Jergen, hudba ke hře Eduarda Eschnera pro zpěv a malý orchestr (Divadlo Jiřího Wolkera 1976)

### Muzikologická díla
- Modest Petrovič Musorgskij. Hudba života (vstupní studie, výběr a překlad korespondence a vzpomínek současníků, poznámky a komentáře, SNKLHU, Praha 1959)
- Talent, mistrovství, světový názor. Zrod a vývoj sovětské hudby v letech 1917–1960, (Supraphon, Praha 1962)
- Mikroencyklopedie sovětských hudebních umělců a institucí (Supraphon, Praha 1962);
- Nové proudy v sovětské hudbě. Eseje a stránky z deníku (Panton, Praha 1967).
- Vývoj a obsah Asafjevovy intonační teorie (Hudební věda-Knihovna Hudebních rozhledů 1962/I, s. 7–21).
- Intonační teorie v krizi? (Hudební věda 1, 1964, s. 19–33);
- Zur Frage der Intonatiossemantisierung der Struktur (Sonderdruck aus Beiträge zur Musikwissenschaft, Heft 4/1965, s. 377–380);
- K problematice uměleckého obrazu v hudbě (Hudební věda 2, 1965, s. 553–566 a 3, 1966, s. 29–36);
- Symfonická tvorba v letech 1890–1918 (Hudební věda 4, 1967, s. 261–267);
- Variační proces jako transformace významových kvalit modelu. Princip strukturálních variací, rozbor skladby Jana Klusáka Variace na téma Gustava Mahlera (sborník Nové cesty hudby II, Praha 1967, s. 183–212).

Dále je autorem řady článků a recenzí v odborném tisku, rozhlasových vzdělávacích pořadů a příspěvků na mezinárodních konferencích a seminářích doma i v zahraničí.